# Medina (Washington)
Medina es una ciudad ubicada en el condado de King en el estado estadounidense de Washington. En el año 2000 tenía una población de 3.011 habitantes y una densidad poblacional de 811,7 personas por km².

## Geografía
Medina se encuentra ubicada en las coordenadas 47°37′36″N 122°13′58″O / 47.62667, -122.23278.

## Demografía
Según la Oficina del Censo en 2000 los ingresos medios por hogar en la localidad eran de $133.756, y los ingresos medios por familia eran $149.637. Los hombres tenían unos ingresos medios de $100.000 frente a los $50.893 para las mujeres. La renta per cápita para la localidad era de $81.742. Alrededor del 0,8% de la población estaban por debajo del umbral de pobreza. En este pueblo viven Bill Gates y Jeff Bezos.